# Народно позориште Мостар
Народно позориште Мостар основано је 28. новембар 1949. и од тада је важан носилац развоја драмске умјетности. У зграду у којој се налази и данас, пресељено је 1951. Позориште је 1991. организовало Фестивал комедије "Мостарска лиска", који је обновљен 2004. и отад се одржава сваке године.

## Период 1887-1949
Незванично, мостарско позориште је настајало и трајало више од шездесет година прије званичног оснивања па је још у осамдесетим годинама XIX вијека постојао активан позоришни аматеризам у Мостару. Јављају се и први домаћи драмски аутори, и сами глумци, Светозар Ћоровић, Алекса Шантић, Осман Ђикић, Јован Протић и др., а да би репертоар био што разноврснији, сами аматери почињу преводити драмске текстове са руског, њемачког, француског и турског језика. Временом, ансамбли ангажују глумце из позоришта Београда и Загреба, као и редитеље и умјетнике путујућих дружина.
У културном преображају Мостара, театар је одиграо једну од најзначајнијих улога. Знање се преносило путем изговорене ријечи и едуковало са сцене. То је било узроком да се почне развијати већи интерес за књигом, просвјетом и умјетности.

## Период 1951-1991
Јавна установа Народно позориште у Мостару званично је основана и почела са радом 28. новембра. 1949. године у сали радничког друштва “Абрашевић”. Том приликом је премијерно изведена представа “Ноћ у Глобуком” словеначког писца Матеја Бора, у режији Сафета Пашалића. Иако је Одлука тадашњег оснивача садржавала само одредбу у којој се каже: "Оснива се обласно Народно позориште у Мостару", и никаквим другим упутствима није био одређен његов будући профил, Народно позориште је од самог почетка репертоарски, кадровски и организацијски профилисано као професионална театарска кућа. У том периоду је затражена помоћ од Народног позоришта из Сарајева да би се што квалитетније реализирала одлука о оснивању, те тако у Мостар стижу глумци: Савета Беатовић, Славко Граховац и Сафет Пашалић, који је уједно био и први директор Позоришта и режисер прве представе. Они су заједно са глумцима-аматерима из Мостара, Требиња и Војводине започели велики позоришни сан. Прве двије сезоне Позориште је егзистирало без позоришног фундуса, у једној старој, трошној позоришној дворани са позорницом без икаквог свјетлосног парка. Убрзо је сазрела одлука за градњу, односно адаптацију нове позоришне зграде.
Изградњом нове зграде, доласком господина Сафета Чишића за управника Народног позоришта 1. јануара 1951. године, ангажовањем нових већ афирмираних али и глумаца почетника, техничким појачањем у савременој опреми и људству, ствара се колектив од 80 чланова који започиње исписивати нову страницу овог театра. Свечано отворење нове зграде Позоришта је било 17. новембра 1951. године премијером “Хасанагинице” Алексе Шантића у режији Свете Милутиновића. На отворењу Народног позоришта, управник Сафет Чишић између осталог је рекао: “Од данас када наше Позориште стиче свој дом, ми ћемо се трудити да оправдамо очекивања и љубав својих гледалаца, да Позориште буде заиста народно и да се што прије афирмише као висока културна установа”.
Репертоарска оријентација била је усмјерена на афирмацији домаћих драмских дјела те је седам од десет премијерних извођења у једној сезони припадало домаћим ауторима, а од тога мостарским више од половине. Поштујући своје ауторе и стављајући њихова дјела на репертоар резултирало је великим занимањем грађана да преко сцене и јавно изговорене ријечи чују и препознају ликове који потичу или су још увијек становници њиховог родног града. Разнолик репертоар од дјела домаће драмске литературе (аутора: Алексе Шантића, Светозара Ћоровића, Османа Ђикића, Хамзе Хуме и др.), преко класике (Бранислав Нушић, Марин Држић, Јован Стерија Поповић, Аугуст Шеноа и др.), све до домаћих савремених текстова (Драгутин Добричанин, Скендер Куленовић, Јосип Лешић, Мирослав Крлежа, Миодраг Жалица, Сафет Пашалић, Оскар Давичо и др.) народних комада са пјевањем, па све до најзначајнијих дјела из свјетске драматике (аутора: Шекспира, Молијера, Шилера, Дикенса, Шоа, Островског, Гогоља, Голдонија, Лорке, Стриндберга, Милера, Софокла, Мрожека, Достојевског и др.).
Овакав репертоар не би био квалитетно изведен нити би био сценски остварив да се није водило рачуна о ансамблу који се из сезоне у сезону употпуњавао и подмлађивао глумцима. Тако је било година када је у Народном позоришту било у ангажману 38 глумаца, генерацијски различитих, али увијек спремних на максимални креативни ангажман са високо израженим степеном етичности своје професије. Желимо указати и на то да је Позориште пружало могућност максималлног ангажмана младим глумцима, једни су од овог Позоришта стипендирани а други анимирани, и многи су на позив овог театра и сугестију својих професора са академија радо долазили, а већина и остајали, у Народном позоришту у Мостару.
Народно позориште у Мостару је умјетничке кадровске тешкоће успјешно рјешавало и успјело је да формира бројан, разноврстан и даровит колектив. Било је сезона када се умјетнички ансамбл Позоришта осипао али увијек поновно га се успијевало консолидирати, комплетирати ансамбл којим доминира плејада значајних глумачких личности у више периода његовог развоја. Ансамбл Народног позоришта у Мостару био је изложен необично великој флуктуацији.
У наредном периоду активност самог Позоришта се шири и оснивају се још неки одјели који употпуњују дјелатност Позоришта али и испуњавају насталу потребу за едукацијом новог кадра. Тако се 1952. године оснива Драмски студио и у септембру се уписује 15 првих полазника. Мотиви оваквог типа образовања били су двојаки: прво, Позориште је настојало имати одређен број школованих статиста, а уједно препознати талентиране младе људе који би се даље усмјеравали на стручно школовање у неку од постојећих академија. Такођер, у новом позоришном здању дјелује и Градски салонски оркестар, формиран на иницијативу театра, који је активно учествовао у припреми и извођењу представа Позоришта. У априлу 1954. године Оркестар се одваја од театра и постаје засебном установом. Од 1953. године фоаје Народног позоришта званично постаје Ликовна галерија сликарима Мостара. У новембру 1956. године, премијерним извођењем представе “Биберче” Љубише Ђокића у режији Ирена Ћенана, званично је промовисана Дјечја сцена која ће у склопу Позоришта дјеловати до 1973. године. У тежњи за праћењем савремених позоришних тенденција, на иницијативу Јосипа Лешића, основана је камерна сцена “Студио 64” која је представљала умјетнички изазов ансамблу и публици. Прва премијера на овој сцени је изведена у октобру 1959. године, представа “Обзирна блудница” од Жан Пол Сартра у режији Јосипа Лешића. Народно позориште у Мостару је поред наведеног имало још активности које су употпуниле његов рад. Тако је понедјељком дјеловао Клуб младих, пред премијерна извођења представа би био организован Школски театар који је за циљ имао упознати младу публику са ауторима и практичним радом на представи. Од свог настајања 28. новембра 1949. године до посљедње премијере прије рата, 27. фебруара 1992. године, у распону од 42 године свога постојања, Позориште је реализовало слиједеће: 
1. Велика сцена: 219 премијера
2. Дјечја сцена: 23 премијере
3. Студио 64: 34 премијере
4. Сцене ван матичне зграде 15 премијера

Укупно су изведена дјела од 173 аутора, од тога 90 домаћих, а 360 глумаца је заиграло на сценским просторима Народног позоришта у Мостару.

## Нaше позориште
Гласило “Наше позориште” је било штампано од 1951. до 1971. године а било је намјењено публици да би што боље упознали унутрашњи живот позоришта и као лист који ће послужити као документ за историју позоришта. Овај период од 1951. до 1971. године је уједно назван златним периодом Народног позоришта у Мостару. У наредном периоду од 1972. године до рата 1992. Позориште је имало различите успоне и падове, честе измјене у управи које су донијеле неке добре али и мање добре моменте у развоју и животу Позоришта.